# Сент-Луис-Парк
Сент-Луис-Парк (англ. St. Louis Park) — город расположенный в округе Хеннепин, Миннесота, Соединённые Штаты Америки. На 2010 год население города составляло 45 250 человек.

## География
По данным бюро переписи населения США Сент-Луис-Парк имеет площадь 28,3 км², где суши — 27,7 км², а водного пространства — 0,5 км².

## Население
По данным переписи 2010 года население Сент-Луис-Парка составляло 45 250 человек (из них 47,8 % мужчин и 52,2 % женщин), в городе было 21 743 домашних хозяйства и 10 459 семей. Расовый состав: белые — 83,3 %, афроамериканцы — 7,5 %, коренные американцы — 0,5 %, азиаты — 3,8 % и представители двух и более рас — 3,1 %.
| 1920 | 1930 | 1940 | 1950  | 1970  | 1980  | 1990  | 2000  | 2010  |
| ---- | ---- | ---- | ----- | ----- | ----- | ----- | ----- | ----- |
| 2281 | 4170 | 7737 | 22644 | 48883 | 42931 | 43787 | 44126 | 45250 |

В городе имеется довольно крупная еврейская община, действует несколько еврейских частных школ. В этом городе происходит действие фильма «Серьёзный человек», где большинство героев — евреи.